# 지쿠고강
지쿠고강(일본어: 筑後川 지쿠고가와[*])은 일본의 구마모토현, 오이타현, 후쿠오카현, 사가현을 흐르는 강이다. 총 길이는 143 km로 규슈에서 제일 긴 강이다. 강은 아소산의 세노모토 고원에서 발원해 아리아케해로 흘러 나간다.
강의 상류는 임업이 주요 산업이고 중하류는 농업이 주요 산업으로, 쓰쿠시 평야의 400 km2의 논에 물을 제공한다. 강은 또한 공업에서도 중요한 역할을 하며, 지쿠고강을 따라 20개의 발전소가 위치한다.

## 같이 보기
- 지쿠고강 승개교